# Okwui Enwezor
Okwui Enwezor   (Calabar, 23 d'octubre de 1963 - Múnic, 15 de març de 2019) va ser un conservador, comissari artístic, crític d'art, escriptor, poeta i formador especialitzat en història de l'art, de nacionalitat estatunidenca i nascut a Nigèria d'ètnia igbo. Resideix entre Nova York i San Francisco.

## Biografia
Va néixer A Calabar (Nigèria) el 1963. El 1987 va obtenir un títol universitari en ciències polítiques en la New Jersey City University.
Va ser director artístic de la segona edició de la Biennal de Johannesburg organitzada a Sud-àfrica el 1997, que li va merèixer reconeixement internacional. Més tard va ser també director artístic de la Biennal Internacional d'Art Contemporani de Sevilla.
Va exercir com a responsable d'assumptes acadèmics del San Francisco Art Institute fins a la tardor de 2009. Així mateix, ha ocupat el càrrec de professor visitant en història de l'art en la Universitat de Pittsburgh; en la Columbia University de Nova York; a la Universitat d'Illinois i a la Universitat de Umea (Suècia).
Ha sigut conservador adjunt del International Center of Photography de Nova York i Joanne Cassulo Fellow al Whitney Museum de la capital novaiorquesa. Al gener de 2001 va ser nomenat director de la Haus der Kunst de Múnic.

## Publicacions
Com a escriptor, crític i editor, Enwezor ha col·laborat regularment en nombrosos catàlegs d'exposicions, antologies i diaris. És fundador editor i publicador del diari de crítica artística NKA: Journal of Contemporary African Art iniciat el 1994, i publicat actualment per la Duke University Press.